# Kassina somalica
Kassina somalica är en groddjursart som beskrevs av Giuseppe Scortecci 1932. Kassina somalica ingår i släktet Kassina och familjen gräsgrodor. IUCN kategoriserar arten globalt som livskraftig. Inga underarter finns listade i Catalogue of Life.